# Kerkrade (plaats)
Kerkrade (uitspraakⓘ) (Kerkraads: Kirchroa, Duits: Kirchrath) is een Nederlandse plaats in de Oostelijke Mijnstreek in Zuid-Limburg, gelegen in de gelijknamige gemeente Kerkrade.

## Naam
Het achtervoegsel rade of rode betekent "rooiing" of "ontginning" en verwijst naar het werkwoord rooien: het kappen en bebouwen van bosachtig gebied. Daar kan nog het volgende aan worden toegevoegd. De oudste vorm daarvan was roda. Een grensdorp in de gemeente heet Haanrade (van Hanrothe of Hagenrode), waarvan het voorvoegsel Haan op een persoon (Hago) kan teruggaan, maar ook op het woord haag (omheining).

## Geschiedenis
Het huidige Herzogenrath werd in de 11e eeuw gesticht als Rode aan de Worm. Meer naar het westen, op Nederlands gebied, werd in 1104 de Abdij Rolduc gesticht, als Kloosterrade. In de 13e eeuw werd Rode een stad die in 1288 aan het Hertogdom Brabant kwam. De naam 's-Hertogenrode (Herzogenrath), voor het eerst vermeld in 1282, heeft betrekking op de Hertog van Limburg, waar het Land van 's-Hertogenrade een personele unie mee vormde.
Kerkrade werd in 1288 aldus onderdeel van de Brabantse Landen van Overmaas. Onder de Franse overheersing, van 1794-1813, was Kerkrade onderdeel van het departement Nedermaas, wat, als gevolg van het Congres van Wenen, werd opgeheven. Op 5 april 1815 werd Herzogenrath toegewezen aan Pruisen, maar op 26 juni 1816, ten gevolge van het Traktaat van Aken, werd Kerkrade daarvan afgesplitst en bleef Nederlands grondgebied. In 1830 riep België zijn onafhankelijkheid uit en maakte het Kerkrade tot Belgisch grondgebied, maar op 19 april 1839 werd het weer Nederlands als gevolg van het Verdrag van Londen.

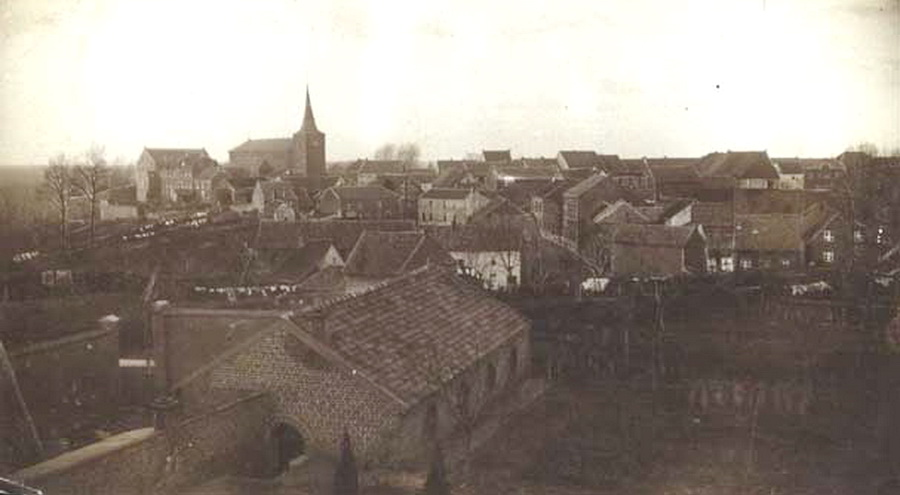
Kerkrade omstreeks 1900

In de 18e eeuw werden vanuit het klooster mijnbouwactiviteiten in de buurtschap Holz, waarmee de kiem voor de Domaniale mijn werd gelegd. Van 1783-1786 werd de Nieuwstraat aangelegd om vervoer van de kolen naar Aken mogelijk te maken. Van 1794-1810 waren er geen mijnbouwactiviteiten, waarna de Domaniale mijn werd opgestart.
Ook in de 18e eeuw groeide het huidige Kerkrade vanuit een middeleeuwse buurtschap om een 18e-eeuwse kerk en deze stad groeide verder ten gevolge van de steenkoolwinning. In 1873 werd een mijnspoor naar Simpelveld in gebruik genomen, dat van 1934 tot 1993 ook voor personenvervoer werd gebruikt. Vanaf 1899 werd in Spekholzerheide ook de mijn Willem-Sophia aangelegd, waardoor de bedrijvigheid verder toenam en Kerkrade verder groeide. Vanaf 1919 werden nieuwe mijnwerkerskoloniën gebouwd, nabij de buurtschappen Chevremont en Vink.
In de 2e helft van de 20e eeuw werd het plateau verder volgebouwd en na de sluiting van de Domaniale mijn, in 1969, werd de vrijgekomen ruimte opgevuld met de woonwijken Nulland en Rolduckerveld.

## Geografie
Kerkrade ligt met de wijken Chevremont en Bleijerheide op het Plateau van Kerkrade, op een hoogte van ongeveer 150 meter, met aan de west- en noordzijde het Anstelerbeekdal. Aan de oostzijde ligt het dal van de Worm, dat deels samenvalt met de Duits-Nederlandse grens.
Naast het beekdal zijn er nog enkele restanten van hellingbossen, zoals het Hambos, Kaffebergsbos, Bosquet Rolduc en Berenbos.

## Klimaat
| Maand                  | jan | feb | mrt | apr | mei | jun | jul | aug | sep | okt | nov | dec | Jaar  |
| ---------------------- | --- | --- | --- | --- | --- | --- | --- | --- | --- | --- | --- | --- | ----- |
| Gemiddeld maximum (°C) | 4   | 6   | 10  | 15  | 17  | 20  | 23  | 22  | 19  | 14  | 9   | 6   | 13,75 |
| Gemiddeld minimum (°C) | 0   | 1   | 3   | 6   | 8   | 11  | 13  | 13  | 10  | 8   | 5   | 2   | 6,67  |
|                        |     |     |     |     |     |     |     |     |     |     |     |     |       |
| Neerslag (mm)          | 41  | 44  | 42  | 22  | 44  | 43  | 38  | 39  | 28  | 37  | 38  | 51  | 467   |
| Bron: Weer in Kerkrade |     |     |     |     |     |     |     |     |     |     |     |     |       |

## Wijken en gebieden
- Chevremont
- Ham (Erenstein)
- Haanrade
- Kaffeberg
- Rolduckerveld
- Holz
- Kerkrade-Centrum
- Mucherveld
- Nulland
- Heilust
- Gracht

Zie ook
- Bleijerheide
- Terwinselen
- Kaalheide

## Bezienswaardigheden

### Kerken en kapellen
- Sint-Lambertuskerk in Kerkrade-centrum
- Onze-Lieve-Vrouw-Tenhemelopnemingskerk in Chevremont
- Protestantse Kerk (voormalig) in Chevremont
- De voormalige Sint-Petruskerk te Chevremont
- Heilig Hart van Jezuskerk in Haanrade
- Sint-Catharinakerk in Holz
- Pastoor van Arskerk (voormalig) in Hopel
- Blijde Boodschapkerk in Rolduckerveld
- Sint-Jozef en Norbertuskerk (voormalig) in Kerkrade
- Maria Gorettikerk (voormalig) in Nulland
- Hamboskapel, van 1937, te Ham
- De Mariakapel aan de Teutelebroekstraat te Chevremont, van 1947, bakstenen wegkapel met Mariabeeld.
- De Mariakapel aan de Lichtenbergstraat 54 te Haanrade, een eenvoudig wegkapelletje.
- De Piëtakapel, wegkapelletje aan de Lichtenbergstraat/Beukenbosweg, tussen Haanrade en Chevremont, van 1919, gesticht door de Jongelingen-Vereeniging St.-Stephanus.
- De Mariakapel, niskapelletje aan de Zwaluwstraat te Hopel, van 1948, met een reliëf van Eugène Laudy.
- De Koningin van de Vredekapel, aan Hoofdstraat 22, gedachteniskapel.
- De Mariakapel aan het Kanunnik Kruyderpad te Rolduckerveld, nabij Abdij Rolduc, oorspronkelijk van 1846, verplaatst en herbouwd in 2002. Een chronogram luidt: LIeVe VroUW Van aLLe genaDe, Laat UW LICht straLen oVer roDe en kLoosterraDe, wat 2002 oplevert. Wegkapelletje met Mariabeeld.
- De Onze-Lieve-Vrouw-van-Lourdeskapel aan Joseph Rietrastraat te Vink, vijfzijdig gesloten achthoekige kapel onder tentdak, waarin een kleine Lourdesgrot, afgesloten door hekwerk. Van 1946, aangeboden door de mijn Laura.
- Het Heilig Hartbeeld, op de Markt.

### Kloosters
- Abdij Rolduc is het grootste behouden kloostercomplex van Nederland. Gesticht in 1104 door Ailbertus van Antoing. Dit complex kenmerkt zich door de verschillende bouwstijlen van Romaans/Gotisch en Maaslandse renaissance. Inmiddels is er zowel het grootseminarie van het bisdom Roermond als een hotel en conferentieoord in gevestigd. Vermaard is de bibliotheek in rococostijl, met veel eeuwenoude boeken.
- Abdijkerk Rolduc
- Voormalig Ursulinenklooster te Chevremont
- Elisabethstift aan Hammolenweg 7 te Ham, van 1877

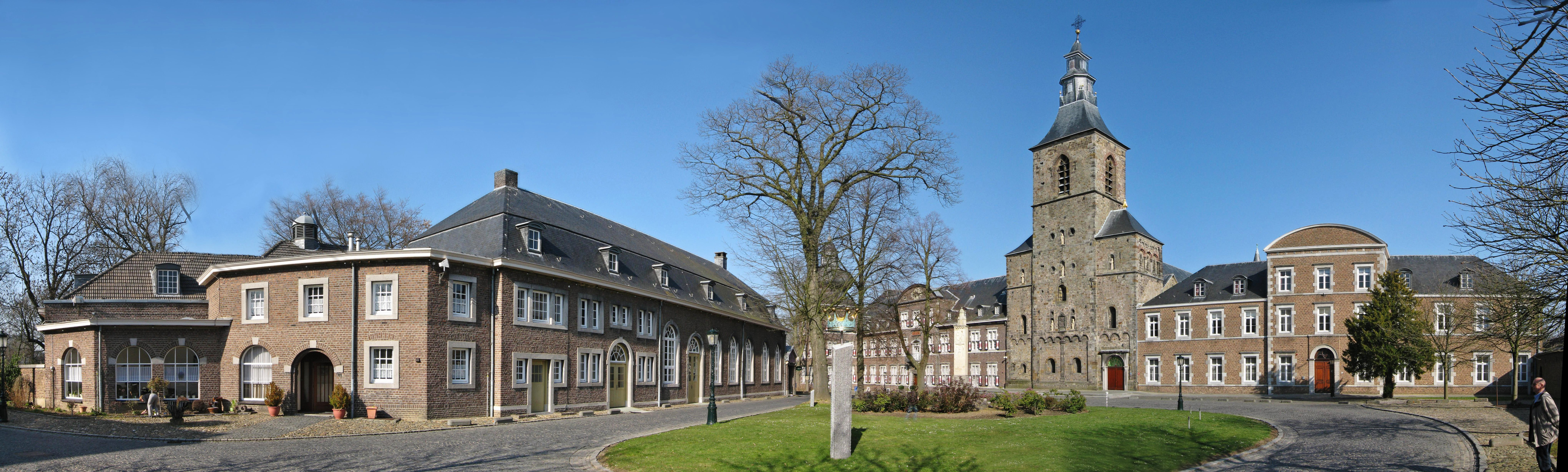
Abdij Rolduc

### Kastelen

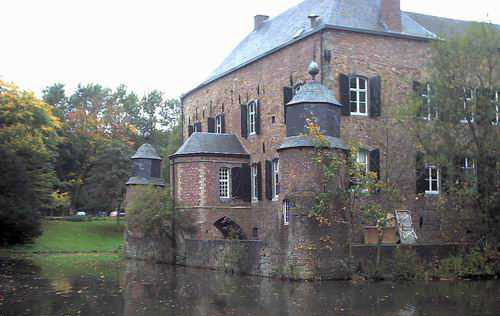
Kasteel Erenstein

- Kasteel Erenstein is een kasteel gebouwd rond 1340 en is gelegen in het natuurgebied Anstelvallei te Kerkrade. De kasteelgrachten worden gevoed door de Anstelerbeek. Dit kasteel werd ook gebruikt voor het decor van het RTL 4-programma De Verraders.
- Kasteel 's-Herenanstel, voormalig kasteel in Ham

### Molens
- Baalsbruggermolen, een watermolen

### Overige gebouwen

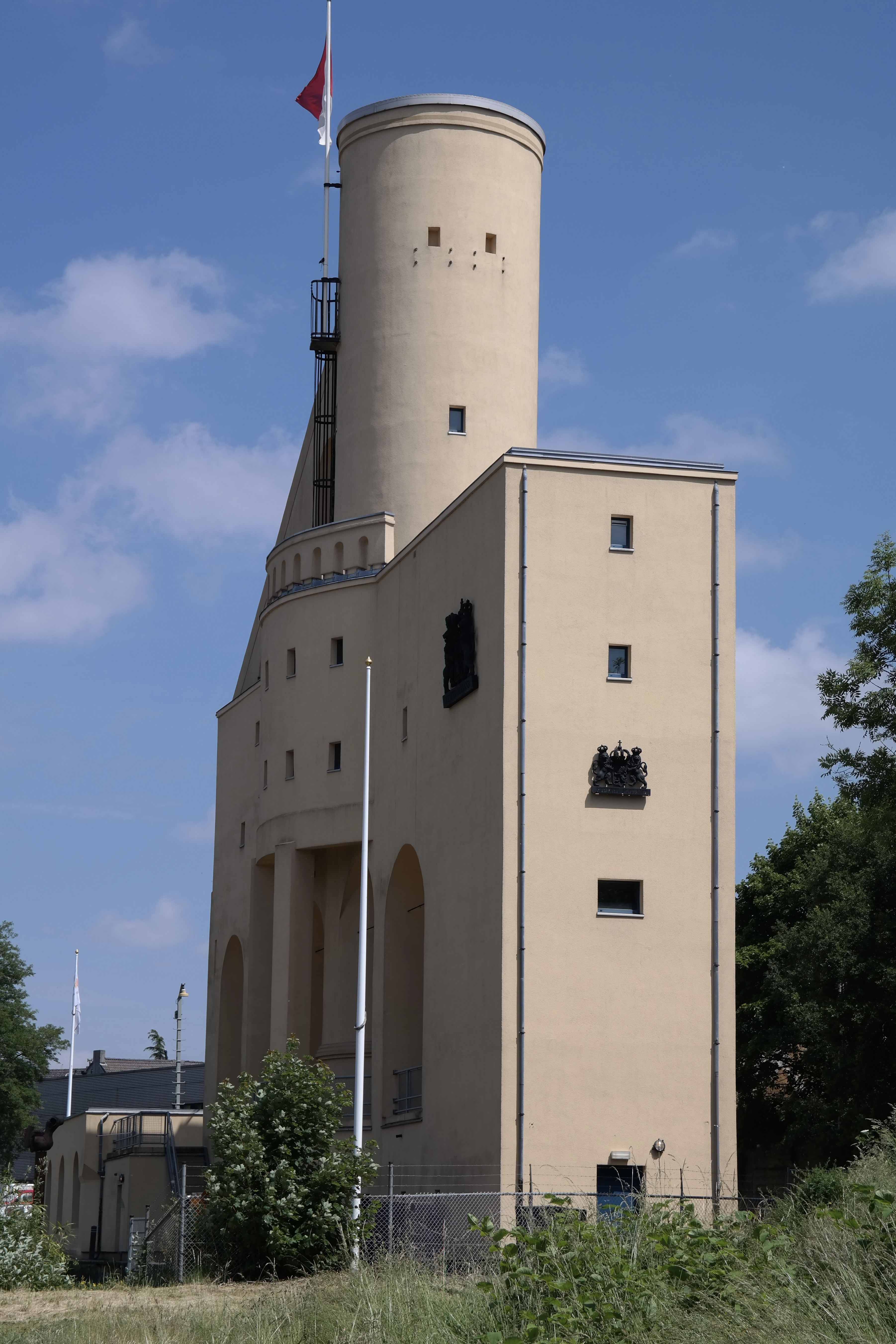
Schacht Nulland

- Het raadhuis werd in de jaren 1912 en 1913 gebouwd in neorenaissancestijl naar ontwerp van gemeentearchitect C.J. Duykers. Het werd op 22 oktober 1913 officieel in gebruik genomen en is qua architectuur een kopie van het raadhuis van Nieuwer-Amstel uit 1890.
- Het schoolgebouw aan Old Hickoryplein 1 is van 1939. Oorspronkelijk een ambachtschool, die voortkwam uit de Teekenschool. In 1990 volgde een fusie met de RK Industrie Huishoudschool en ontstond de SGBK (Scholengemeenschap Beroepsonderwijs Kerkrade), tegenwoordig na diverse fusies opgegaan in het College Rolduc Kerkrade. Het gebouw heeft een functionalistische stijl.
- Voormalig schachtgebouw, aan Domaniale Mijnstraat 30, van 1907, in 1921 werd een steungedeelte aangebracht. In 1975 werd het schachtgebouw gerestaureerd.

### Boerderijen en woonhuizen
- Hoeve Nieuw Erenstein, van 1753, aan Nieuw-Erensteinerweg 4.
- Hoeve Brughof, aan Kerkradersteenweg 4, van 1713, tegenwoordig hotel.
- Hoeve Baalsbruggerweg 26, van 1745.
- Hoeve Baalsbruggerweg 22, van 1797 en 1833, U-vormige boerderij.

### Overig

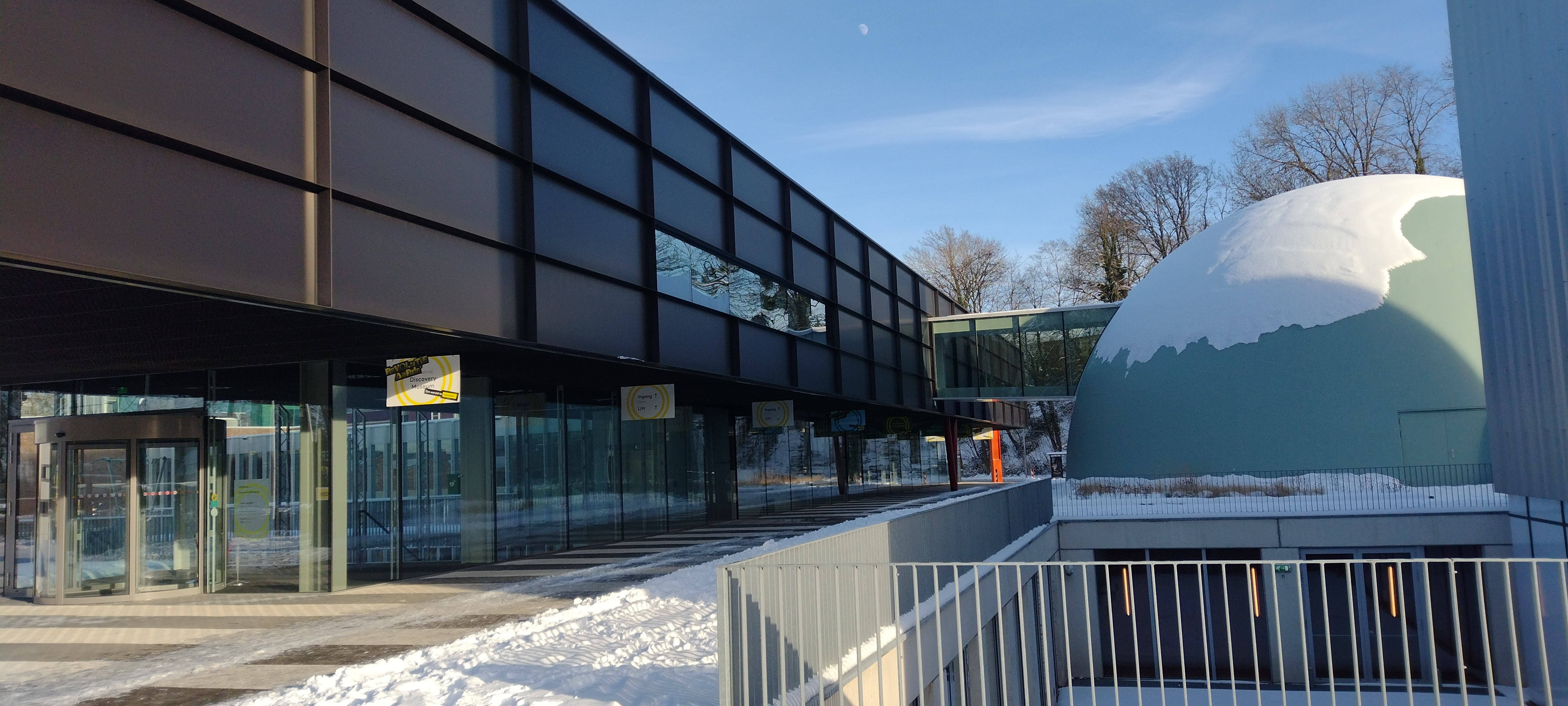
Discovery Center Continium

- D'r Joep, het nationale monument van de mijnwerkers, op de Markt, van 1957.
- Botanische Tuin Kerkrade
- GaiaZOO, dierentuin
- Discovery Center Continium is een provinciaal museum voor industrie en samenleving.

Zie ook
- Lijst van rijksmonumenten in Kerkrade
- Lijst van oorlogsmonumenten in Kerkrade

## Culturele instellingen
- Rodahal, een evenementenhal.

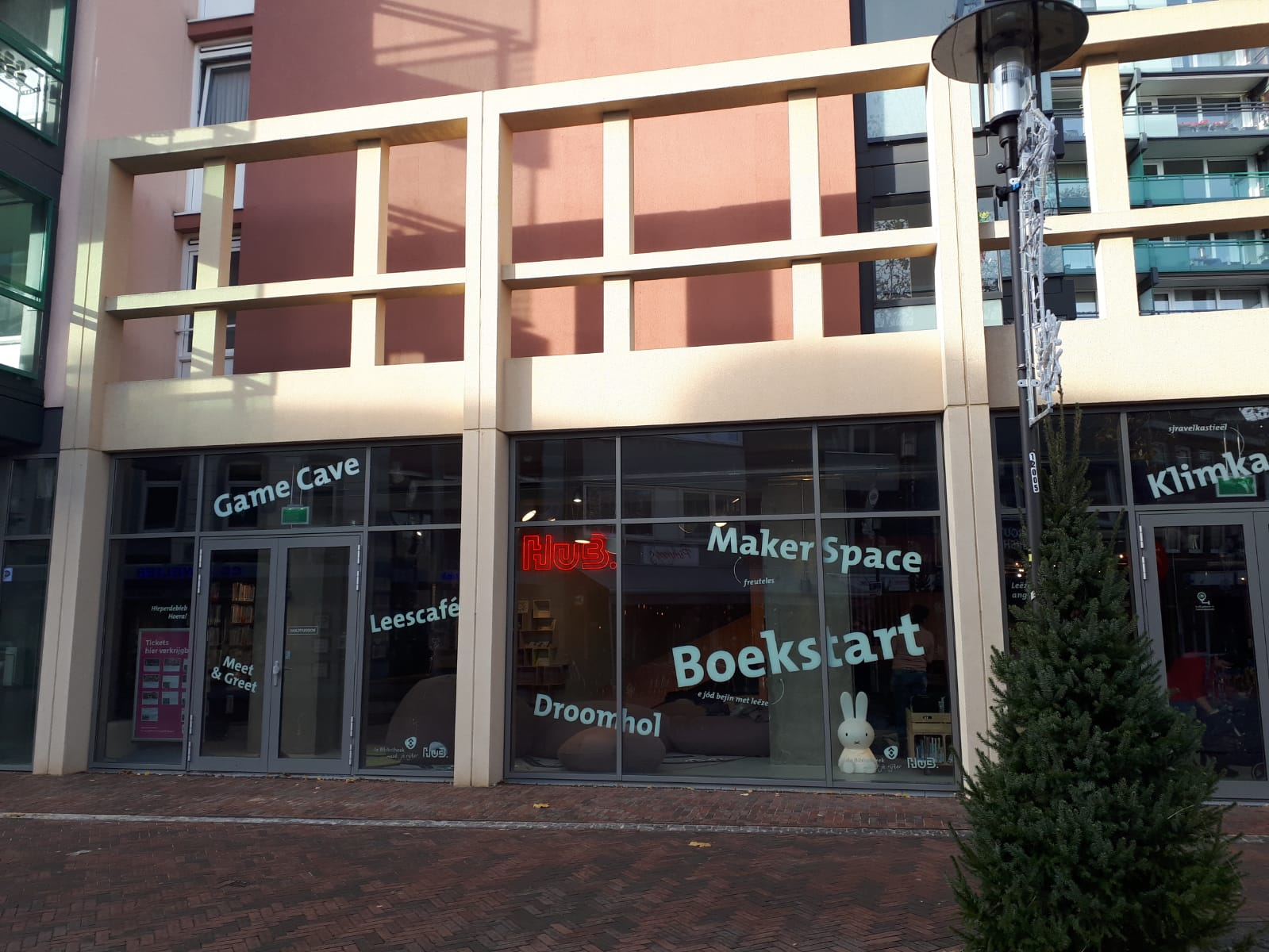
HuB.Bibliotheek Kerkrade, Martin Buberplein 15

- Theater Kerkrade (voorheen Wijngrachttheater).
- HuB.Bibliotheek Kerkrade, de openbare bibliotheek[2]

## Evenementen
- Het Orlando Festival is een jaarlijks terugkerend evenement waaraan Kerkrade de naam "Klankstad" ontleent. Dit topevenement van kamermuziek staat nationaal en internationaal in hoog aanzien.
- Het Wereld Muziek Concours is een internationaal muziekfestival dat sinds 1951 om de vier jaar in Kerkrade wordt gehouden, de laatste keer in juli 2022. (Wegens de coronapandemie in 2021 uitgesteld).
- Carnaval. In Kerkrade wordt carnaval zeer uitbundig gevierd. Veel activiteiten worden georganiseerd door de drie carnavalsverenigingen: Vasteloavendsverain Kirchroa west, Karnavalsvereniging Burgerlust en de grote stadscarnavalsvereniging Kirchröatsjer Vasteloavends Verain Alaaf Kirchroa 1936.

## Sport
- Parkstad Limburg Stadion
- Roda JC Kerkrade, eerste divisieclub, spelend in bovengenoemd stadion.

## Bereikbaarheid
- Kerkrade heeft meerdere treinstations op haar grondgebied, waaronder station Kerkrade Centrum, station Chevremont. De aanduiding Centrum bij de eerstgenoemde dateert uit de tijd dat er verschillende stations waren met Kerkrade in de naam.
- Van april 1995 tot november 2014 reed er een stoomtrein tussen de stations Kerkrade-Centrum en Valkenburg. Deze werd beheerd door de Zuid-Limburgse Stoomtrein Maatschappij (ZLSM). Het baanvak Kerkrade-Centrum - Simpelveld maakt deel uit van de Miljoenenlijn (de aanleg van het lijntje in 1925 heeft één miljoen gulden per km gekost). De stoomtrein uit Schin op Geul reed tussen 2004 en 2007 op enkele zondagen per jaar ook door naar Heerlen. Sinds het voorjaar van 2015 rijdt de ZLSM vanuit Simpelveld alleen met een railbus naar Kerkrade. Omdat deze railbus niet op het hoofdnet rijden mag, stopt deze aan een speciale halte 'Kerkrade ZLSM', 50 meter voor het station Kerkrade-Centrum. Deze halte, reeds in de jaren '90 van de vorige eeuw aangelegd, is in augustus 2015 geheel gerenoveerd.

## Nieuwstraat/Neustraße
Aan de oostzijde van Kerkrade loopt de grens met Duitsland dwars door de bebouwde kom, precies over de lengte van een straat, de Nieuwstraat (Neustraße). Aanvankelijk bevond zich zowel aan Nederlandse als aan Duitse zijde een aparte weg met 2 rijstroken, met een afscheiding ertussen. Deze afscheiding werd gebouwd in 1915 en was bedoeld om Duitse soldaten ervan te weerhouden om naar Nederland te deserteren.

## Nabijgelegen kernen
Herzogenrath, Straß, Bleijerheide, Eygelshoven, Spekholzerheide

## Voetnoten
1. 1 2 3 4 5  Tabel: Bevolking; maandcijfers per gemeente en overige regionale indelingen, 1 januari 2023, Centraal Bureau voor de Statistiek, Voorburg/Heerlen
2. ↑  HuB.Bibliotheek Kerkrade, website openbare bibliotheek Kerkrade, geraadpleegd op 3 december 2019, via The Internet Archive

Bleijerheide · Chevremont · Eygelshoven · Gracht · Haanrade · Ham · Heilust · Holz · Hopel · Kaalheide · Kaffeberg · Kerkrade-Centrum · Locht · Mucherveld · Nulland · Rolduckerveld · Spekholzerheide · Terwinselen · Vink · Waubacherveld

Limburg: Steden en dorpen      Nederland: Provincies · Gemeenten